# Phytomyza lupini
Phytomyza lupini este o specie de muște din genul Phytomyza, familia Agromyzidae, descrisă de Sehgal în anul 1968. Conform Catalogue of Life specia Phytomyza lupini nu are subspecii cunoscute.